# Elecciones parlamentarias de Marruecos de 1977
Las terceras elecciones parlamentarias de Marruecos se llevaron a cabo el 3 de junio de 1977, las anteriores elecciones se habían llevado a cabo en 1970, pero la legislatura se disolvió en 1972 y una nueva constitución aprobada en un referéndum en el mismo mes. Nuevas elecciones estaban previstas para mayo, pero más tarde fueron pospuestas indefinidamente.
A diferencia del anterior Parlamento, en el que sólo 90 de los 240 miembros habían sido elegidos de forma directa, el nuevo Parlamento tenía 176 miembros elegidos directamente, 48 elegidos por los colegios de consejeros locales y 40 de los colegios profesionales (15 de las Cámaras de Agricultura, 10 de la Cámara de Comercio e Industria, 7 de la Cámara de Artesanía y 8 representantes de las organizaciones de empleados). Un total de 1.022 candidatos impugnó la elección; 456 eran independientes, y el resto pertenecía a siete partidos diferentes. En última instancia los independientes obtuvieron la mayoría de los asientos, con un total de 141. La participación electoral fue 82.36%.

## Resultados
| Partido                                         | Directamente electos | Directamente electos | Directamente electos | Indirectamente electos | Indirectamente electos | Indirectamente electos | Total |
| Partido                                         | Votos                | %                    | Escaños              | Votos                  | %                      | Escaños                | Total |
| ----------------------------------------------- | -------------------- | -------------------- | -------------------- | ---------------------- | ---------------------- | ---------------------- | ----- |
| Partido Istiqlal                                | 1.090.960            | 21.62                | 46                   |                        |                        | 5                      | 51    |
| Movimiento Popular                              | 738.541              | 14.64                | 15                   |                        |                        | 0                      | 15    |
| Movimiento Popular Democrático y Constitucional | 625.786              | 12.40                | 29                   |                        |                        | 15                     | 44    |
| Unión Socialista de Fuerzas Populares           | 116.470              | 2.31                 | 1                    |                        |                        | 0                      | 1     |
| Partido de Acción                               | 102.358              | 2.03                 | 2                    |                        |                        | 1                      | 3     |
| Partido del Progreso y el Socialismo            | 90.840               | 1.80                 | 2                    |                        |                        | 0                      | 2     |
| Unión de Trabajadores Marroquíes                | 26.116               | 0.1                  | 0                    |                        |                        | 7                      | 7     |
| Independientes                                  | 2.254.297            | 44.68                | 81                   |                        |                        | 60                     | 141   |
| Votos en blanco/anulados                        | 324.063              | −                    | −                    |                        | −                      | −                      | −     |
| Total                                           | 5.369.431            |                      | 176                  |                        |                        | 88                     | 264   |
| Votantes registrados/participación              | 6.519.301            | 82.36                | −                    |                        |                        | −                      | −     |
| Fuente: Sternberger et al.                      |                      |                      |                      |                        |                        |                        |       |